# Katedra w Gurk
Katedra Wniebowzięcia Najświętszej Maryi Panny w Gurk (niem. Domkirche Mariae Himmelfahrt), w skrócie Katedra w Gurk (niem. Dom zu Gurk) – rzymskokatolicka świątynia znajdująca się w austriackiej gminie Gurk. Do 1787 siedziba diecezji Gurk.

## Historia
Klasztor wzniesiono w latach 1043-1045, diecezję Gurk erygowano w roku 1072. Katedra powstała w latach 1140-1200. W 1174 konsekrowano kryptę, w której złożono szczątki świętej Emmy z Gurk. Przed 1220 ukończono budowę klasztoru, a w 1287 katedrę ponownie konsekrowano po pożarze. W 1446 roku wzniesiono sieciowe sklepienie transeptu, a ok. 1500 – gwiaździste sklepienie korpusu nawowego. W 1787 siedzibę diecezji przeniesiono do Klagenfurtu, kapituła katedralna miała siedzibę w sąsiednim klasztorze do 1792. W latach 1932–2008 kompleks znajdował się pod opieką zakonu salwatorianów. 25 czerwca 1988 roku świątynię odwiedził papież Jan Paweł II.

## Architektura
Świątynia romańska, trójnawowa, o układzie bazylikowym. Dwie wieże katedry wznoszą się na wysokość 60 metrów, na północnej z nich namalowane są tarcze zegara oraz herby, powstałe po pożarze w 1808. Kruchtę zdobią freski z około 1340 roku, przedstawiające sceny biblijne. W podziemiach kościoła znajduje się krypta z relikwiami św. Emmy, jej sklepienie podtrzymywane jest przez 100 kolumn.

## Wyposażenie
Wnętrze zdobi barokowy ołtarz główny, wykonany przez Michaela Hönela w latach 1625-1632 i pozłocony w 1654 przez Johanna Seitlingera oraz pietà z 1741 roku autorstwa Georga Rafaela Donnera.
Pierwsza wzmianka o katedralnych organach pochodzi z roku 1560, w którym to odnowiono dwa istniejące wówczas w świątyni instrumenty: większe z nich posiadały dziewięć rejestrów, drugie z nich były przenośnym pozytywem. Remonty organów miały miejsce w 1714, 1733, 1737 i 1739. W 1779 podpisano umowę z Johannem Georgiem Eißlem na budowę nowego instrumentu, z powodu jego śmierci rok później pracami kierowali jego dwaj czeladnicy. W 1897 został on przebudowany przez Franza Colariča, a w 1926 przez Aloisa Fuetscha. W 1983 wzniesiono nowe organy w prezbiterium, a instrument na emporze wyłączono z użytku z powodu złego stanu technicznego. W 2000 uruchomiono niektóre z głosów starszego instrumentu.

## Galeria

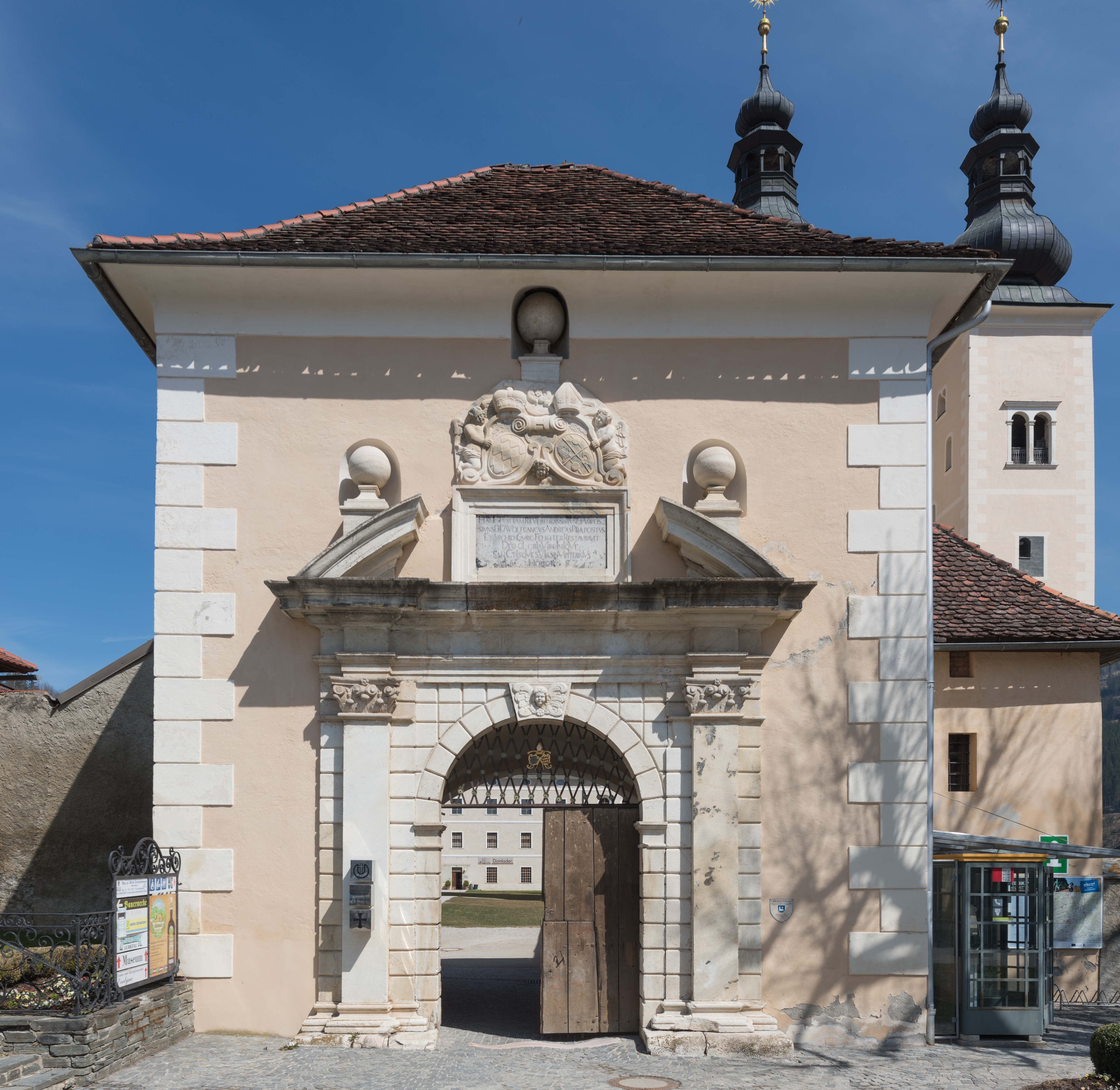
Brama na teren klasztoru
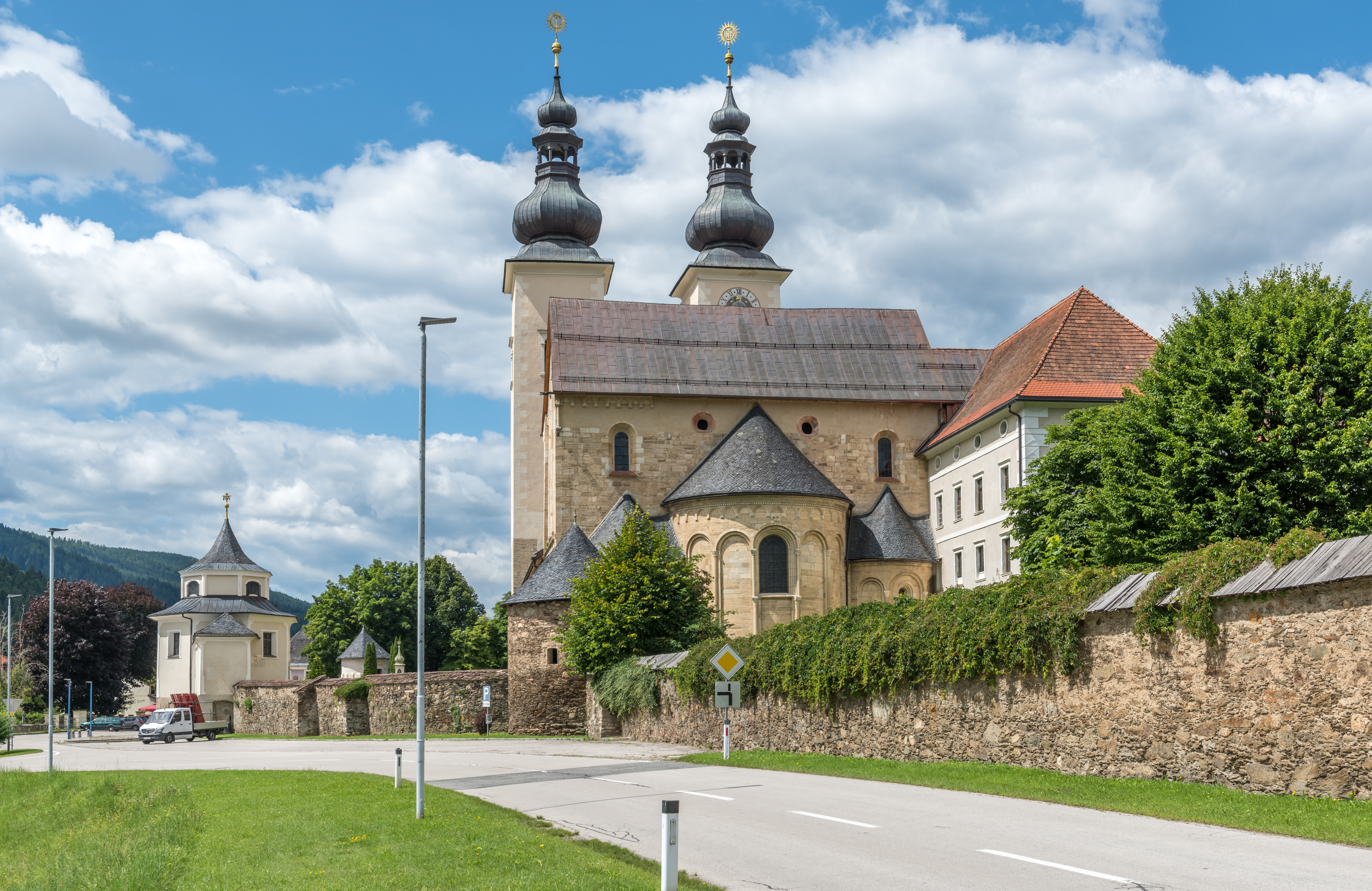
Widok ze wschodu
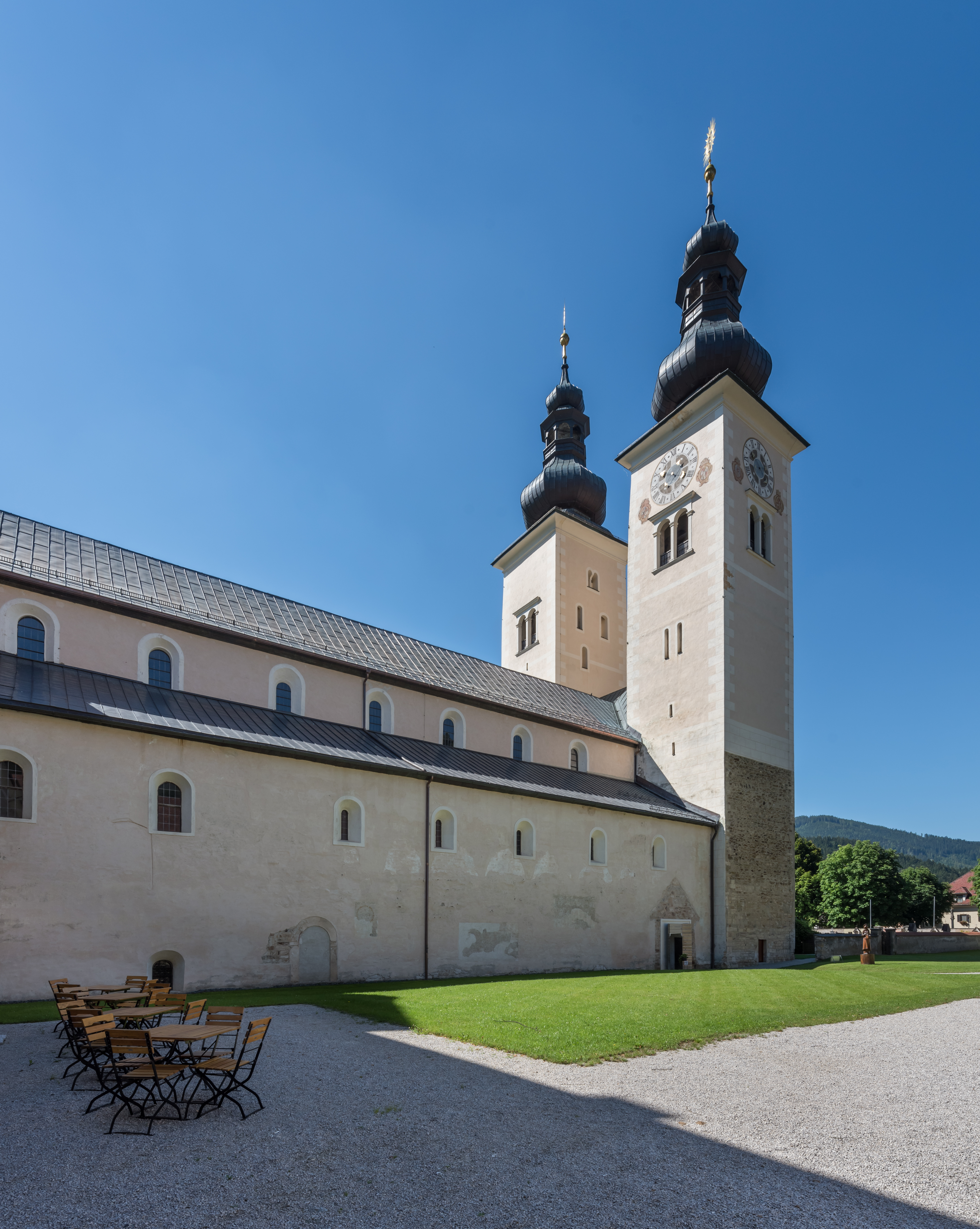
Widok z północy
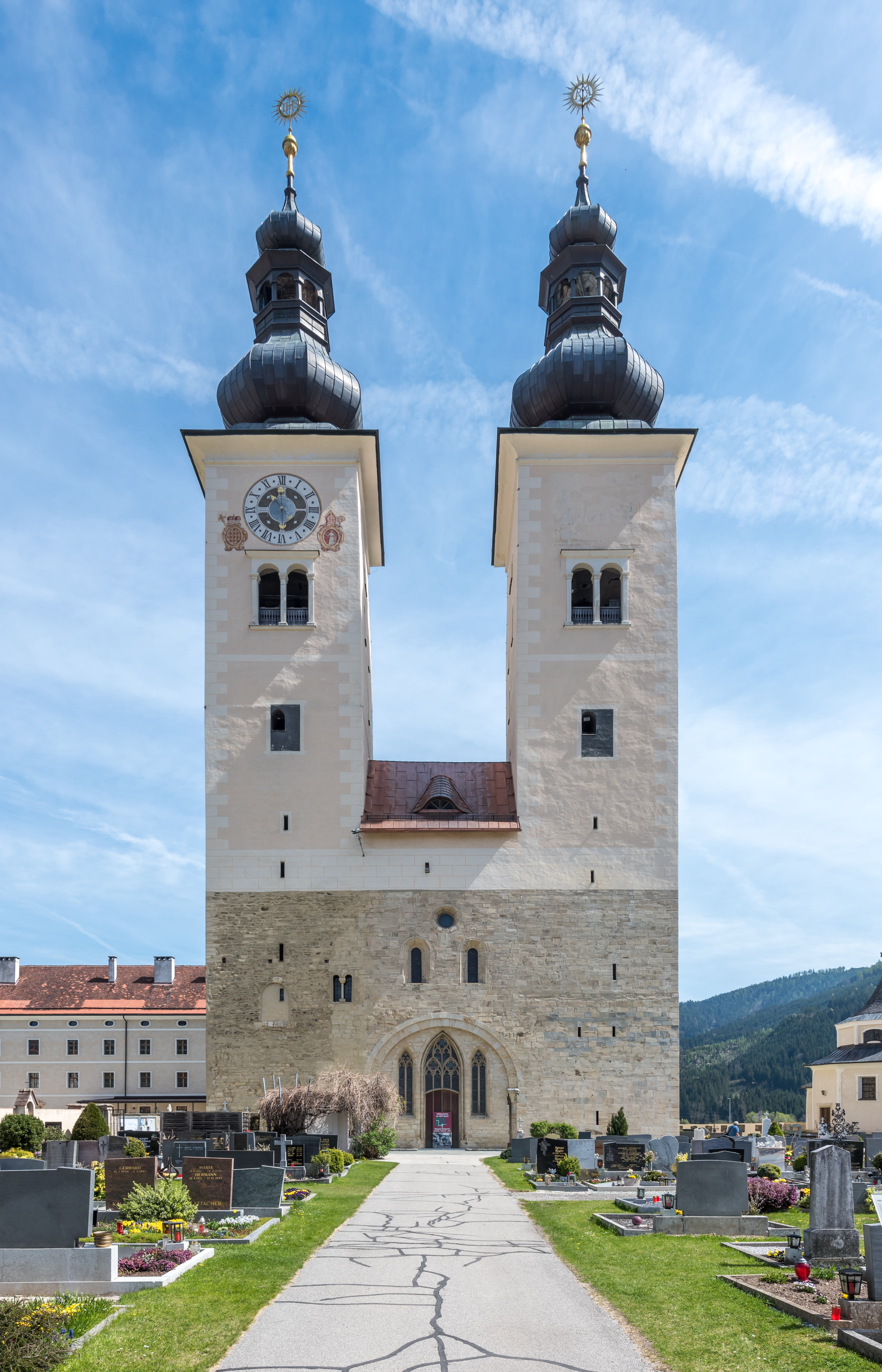
Fasada
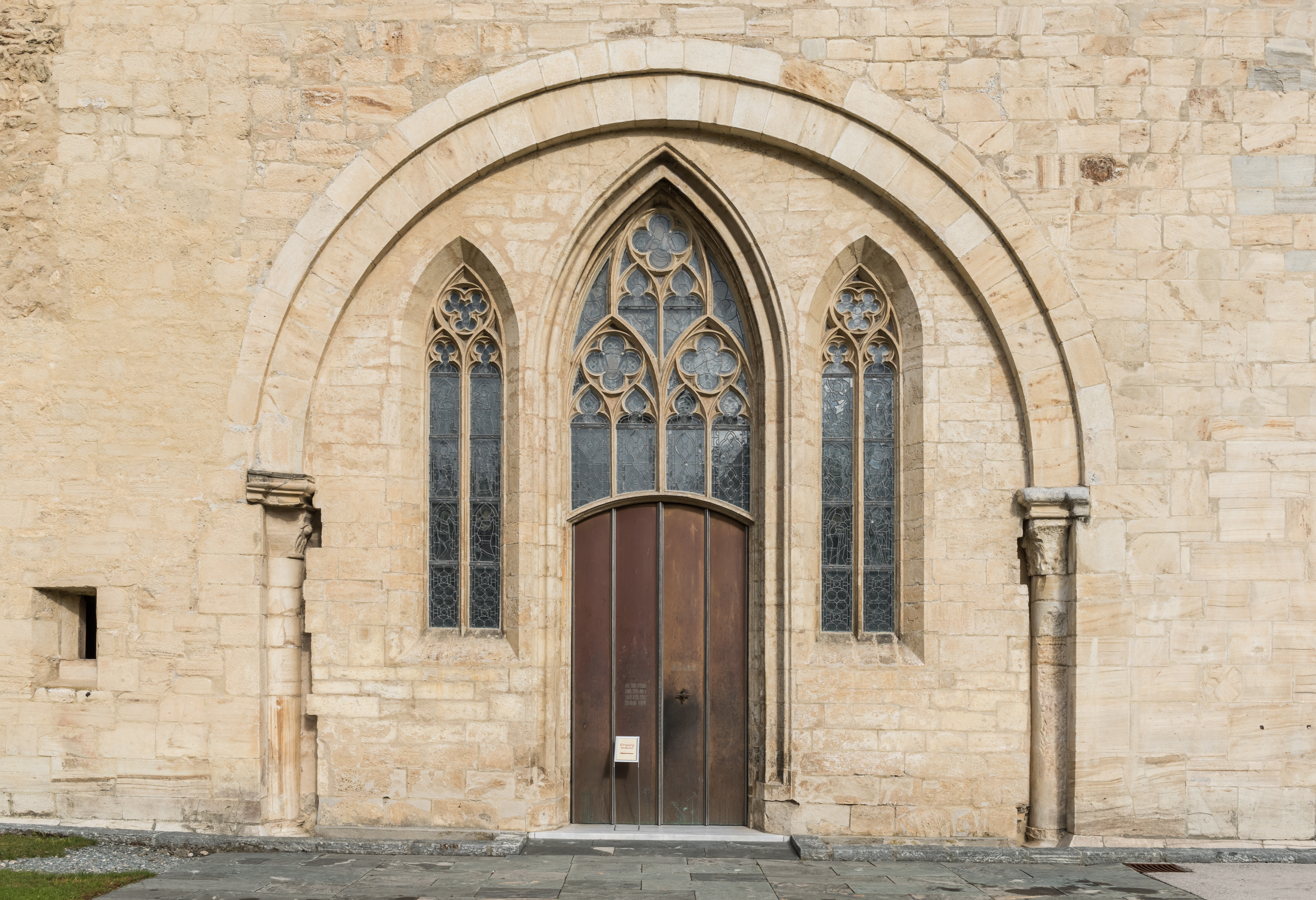
Wejście główne
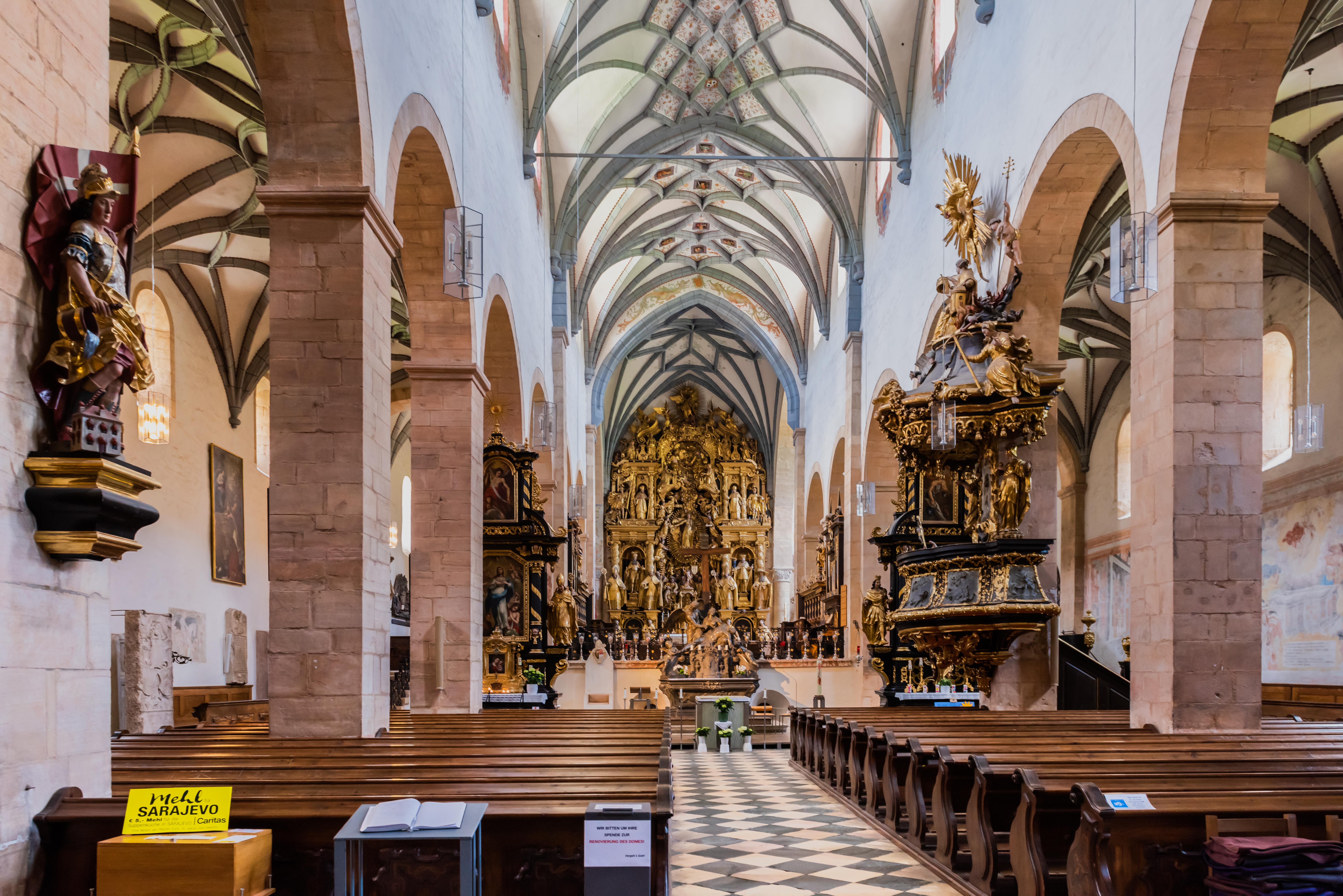
Wnętrze
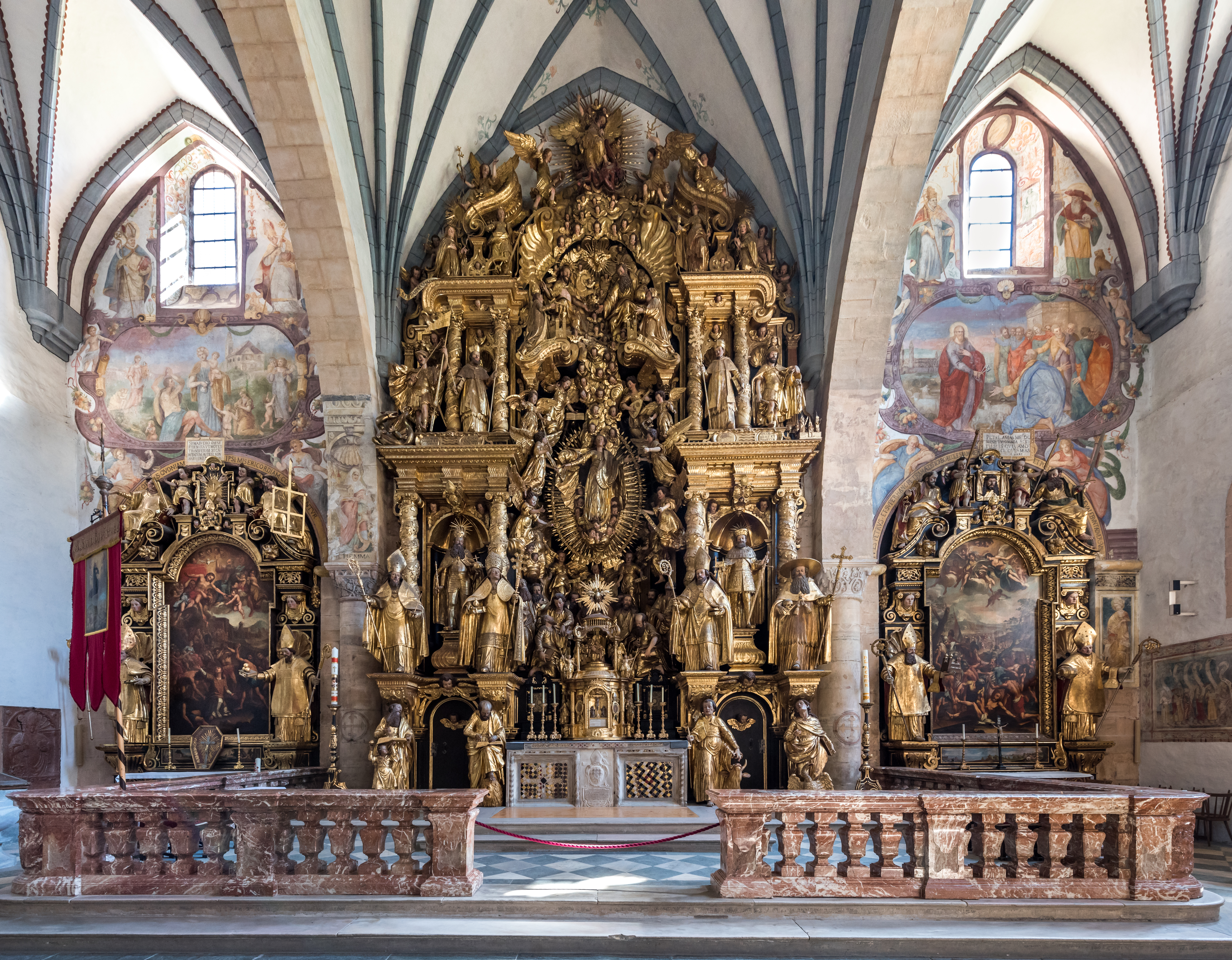
Ołtarz główny i ołtarze boczne
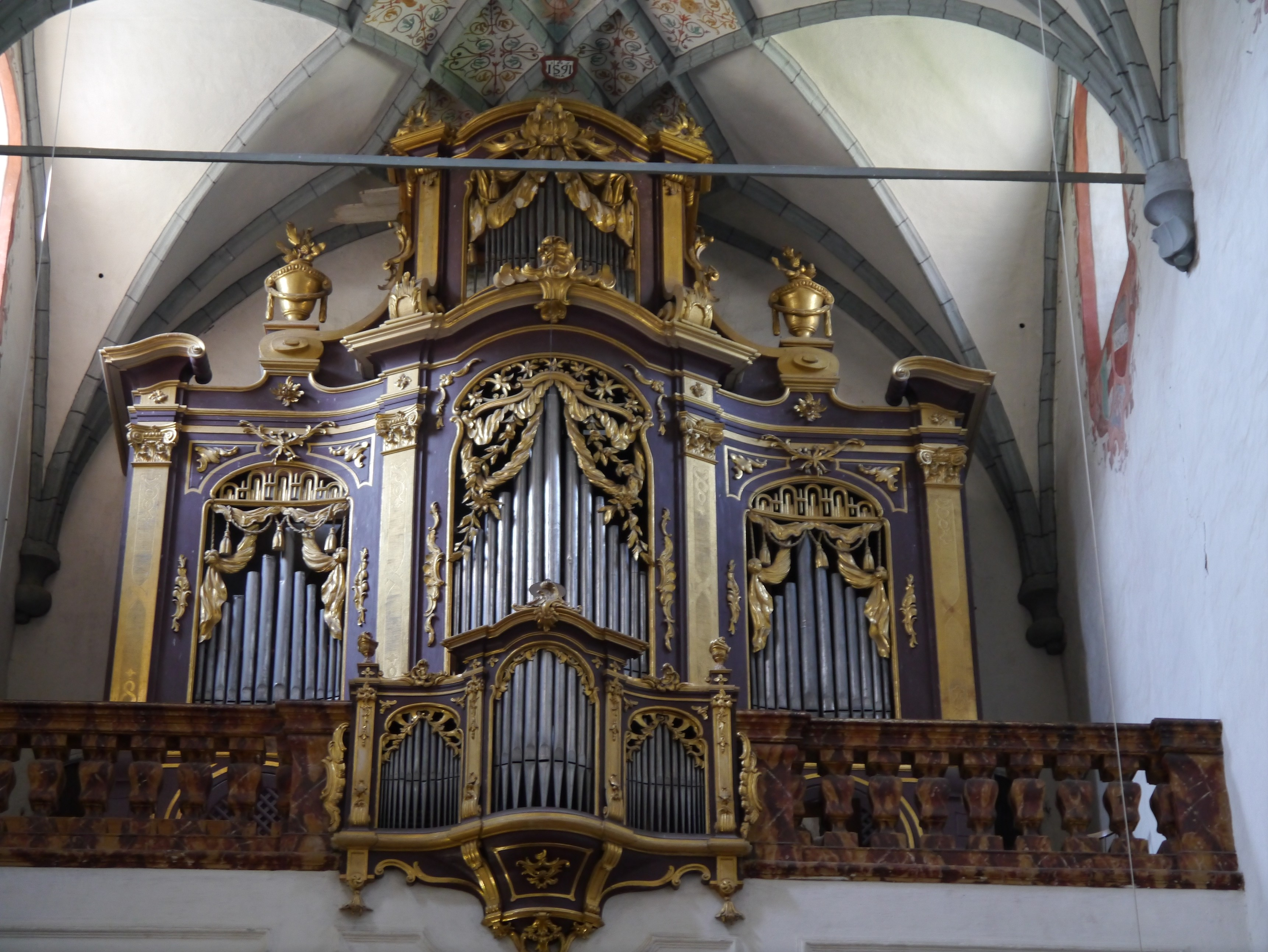
Organy
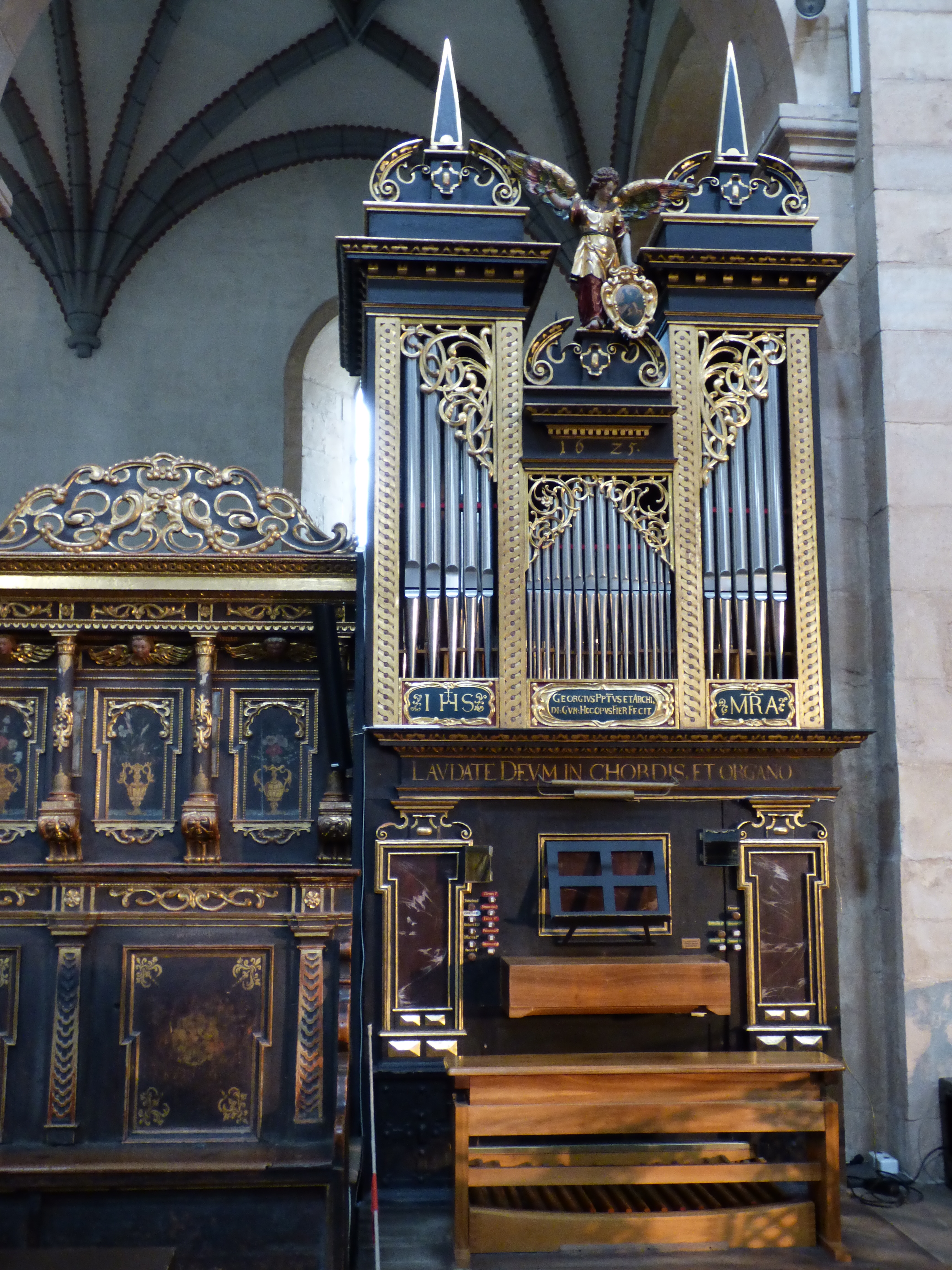
Organy w prezbiterium
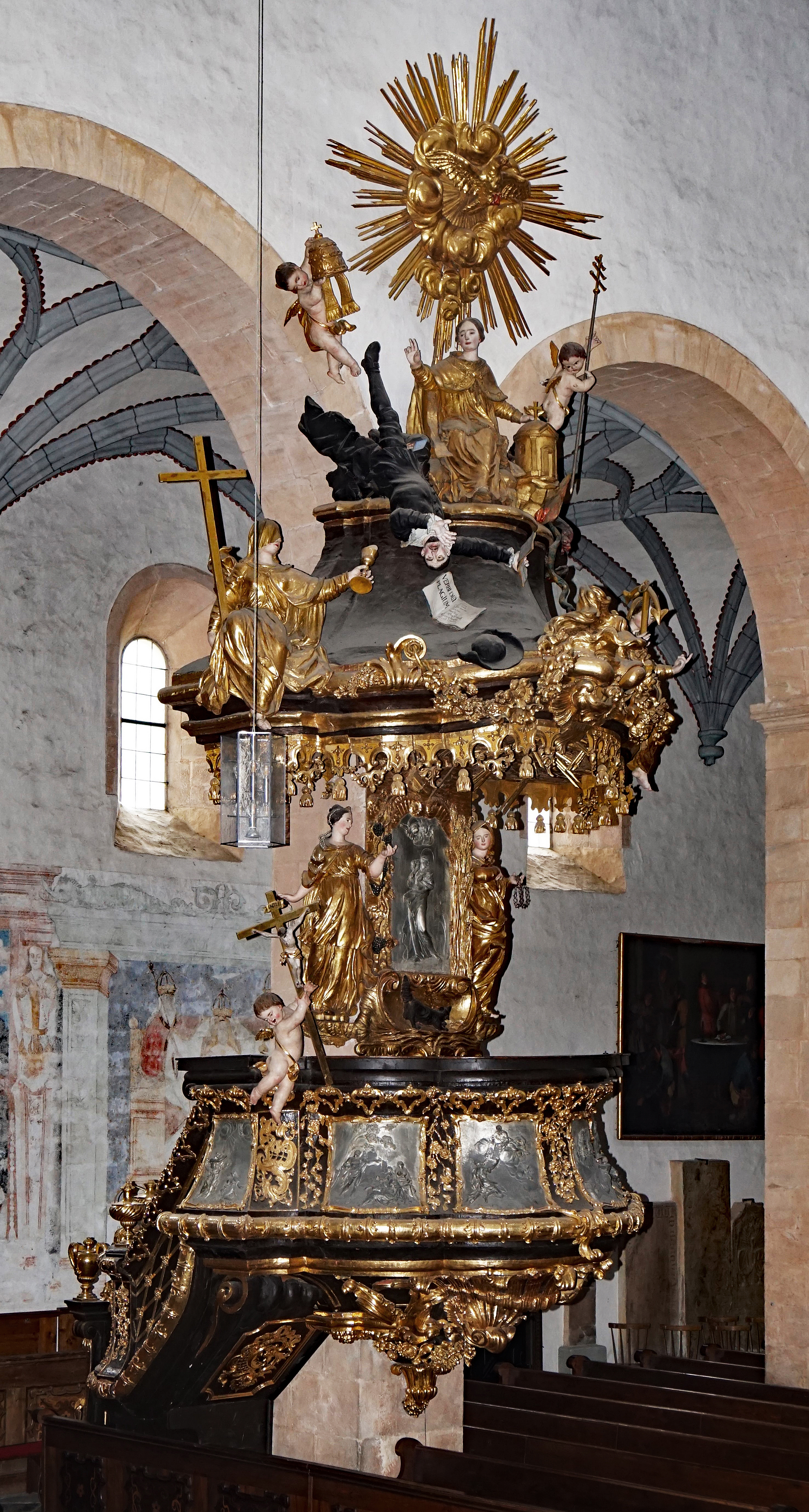
Ambona
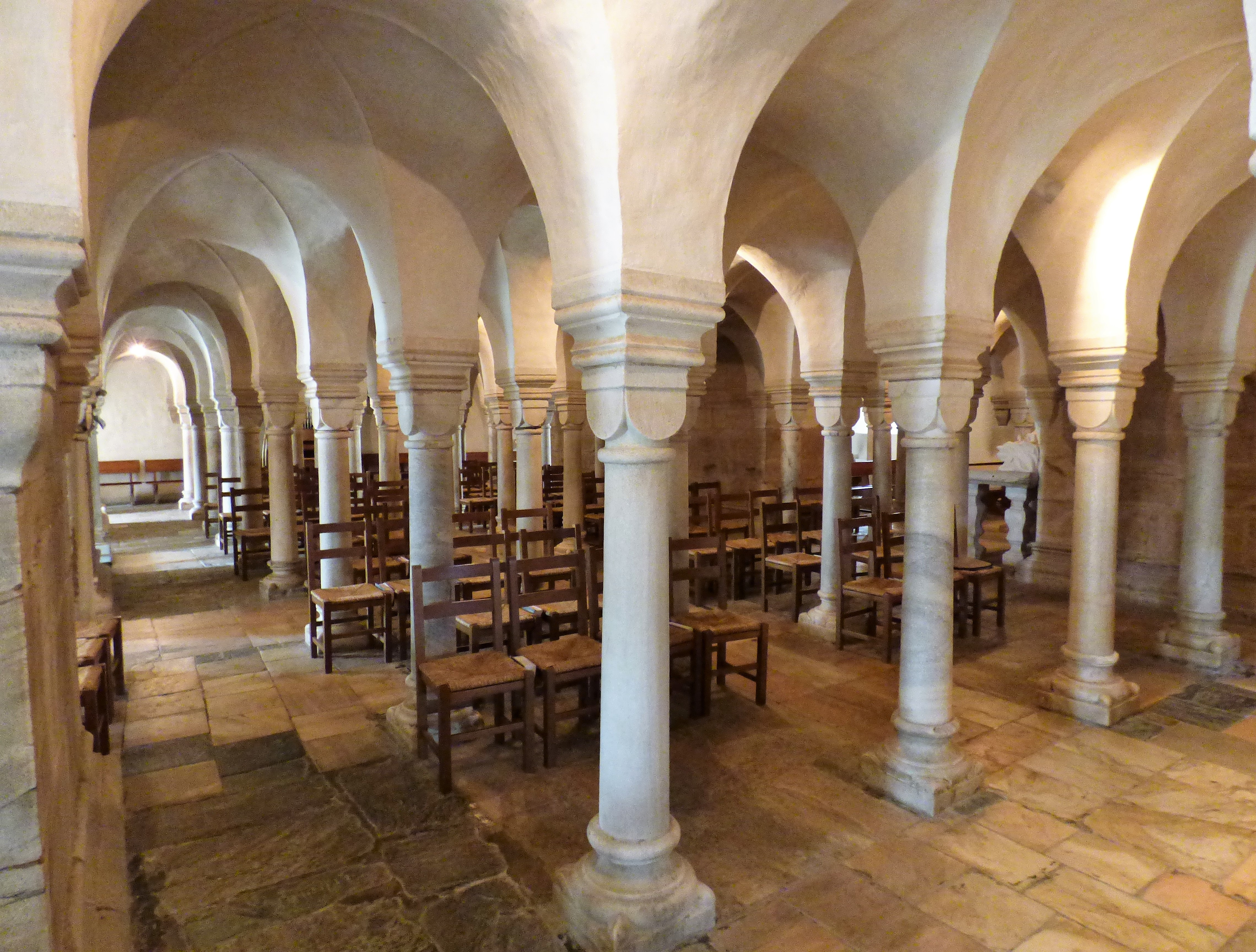
Krypta